# Teresa Suchecka-Nowak
Teresa Suchecka-Nowak ps. „Grenadier” (ur. 10 października 1926 w Warszawie, zm. 29 sierpnia 2011 tamże) – żołnierz Armii Krajowej i powstaniec warszawski.

## Życiorys
Urodziła się w rodzinie Kazimierza i Bronisławy. W powstaniu warszawskim była sanitariuszką i żołnierzem III plutonu, kompanii B-3 batalionu „Bałtyk” pułku AK „Baszta”. Za udział w akcji zdobycia niemieckiego samochodu wraz z amunicją została awansowana na stopień starszego strzelca i odznaczona Krzyżem Walecznych.
Po wojnie pracowała m.in. w przedsiębiorstwach Hydrobudowa 5 i Energopol. Była wieloletnim sekretarzem Środowiska Żołnierzy Pułku AK „Baszta”. W 1997 została matką chrzestną sztandaru Pułku Ochrony im. gen. dyw. Bolesława Wieniawy-Długoszowskiego.
Za zasługi na rzecz niepodległości Polski oraz działalność w organizacjach kombatanckich w 2004 roku została odznaczona Krzyżem Komandorskim Orderu Odrodzenia Polski. Otrzymała także Warszawski Krzyż Powstańczy i Krzyż Armii Krajowej.